# أوب (ألاباما)
أوب (بالإنجليزية: Opp)‏ هي مدينة أمريكية تقع في ولاية ألاباما.تبلغ مساحة هذه المدينة 46.6 (كم²)،ويبلغ عدد سكانها 6607 نسمة حسب إحصاء سنة 2010 م.تشير الإحصاءات بأن الكثافة السكانية في هذه المدينة تقدر بـ(141.8) نسمة/كم2.

## التركيبة السكانية
حدّد مكتب تعداد الولايات المتحدة بيانات التركيبة السكانية لأوب في تعداد الولايات المتحدة. في ما يلي، التركيبة السكانية حسب تعدادي 2000 و2010.

### تعداد عام 2000
بلغ عدد سكان أوب 6,607 نسمة بحسب تعداد عام 2000، وبلغ عدد الأسر 2,753 أسرة وعدد العائلات 1,904 عائلة مقيمة في المدينة. في حين سجلت الكثافة السكانية 103.7 نسمة لكل كيلومتر مربع (268.6/ميل2). وبلغ عدد الوحدات السكنية 3,187 وحدة بمتوسط كثافة قدره 50 لكل كيلومتر مربع (129.5/ميل2).
وتوزع التركيب العرقي للمدينة بنسبة 83.21% من البيض و15.71% من الأمريكيين الأفارقة و0.33% من الأمريكيين الأصليين و0.23% من الأمريكيين ذوي الأصول الآسيوية و0.08% من الأعراق الأخرى و0.44% من عرقين مختلطين أو أكثر و0.68% من الهسبانيون أو اللاتينيون من أي عرق.
بلغ عدد الأسر 2,753 أسرة كانت نسبة 31.7% منها لديها أطفال تحت سن الثامنة عشر تعيش معهم، وبلغت نسبة الأزواج القاطنين مع بعضهم البعض 50.5% من أصل المجموع الكلي للأسر، ونسبة 14.8% من الأسر كان لديها معيلات من الإناث دون وجود شريك، بينما كانت نسبة 3.9% من الأسر لديها معيلون من الذكور دون وجود شريكة وكانت نسبة 30.8% من غير العائلات. تألفت نسبة 28.8% من أصل جميع الأسر من عدة أفراد يعيشون في نفس المنزل ونسبة 15% كانت تتألف من شخص يعيش بمفرده يبلغ من العمر 65 عاماً أو أكثر. وبلغ متوسط حجم الأسرة المعيشية 2.33، أما متوسط حجم العائلات فبلغ 2.85.
بلغ العمر الوسطي للسكان 40.9 عاماً. وكانت نسبة 23.3% من القاطنين تحت سن الثامنة عشر، وكانت نسبة 7.9% بين الثامنة عشر والرابعة والعشرين عاماً، ونسبة 24.5% كانت واقعةً في الفئة العمرية ما بين الخامسة والعشرين والرابعة والأربعين عاماً، ونسبة 23.5% كانت ما بين الخامسة والأربعين والرابعة والستين، ونسبة 17.8% كانت ضمن فئة الخامسة والستين عاماً فما فوق. يوجد لكل 100 أنثى 82.1 ذكر، ويوجد لكل 100 أنثى في الثامنة عشر من عمرها فما فوق 79.7 ذكر.
بلغ متوسط دخل الأسرة في المدينة 26,702 دولارًا، أما متوسط دخل العائلة فبلغ 32,436 دولارًا. وكان متوسط دخل الذكور 27,821 دولارًا مقابل 21,280 دولارًا للإناث. وسجل دخل الفرد الخاص بالمدينة 15,281 دولارًا. وكانت نسبة 14.2% من العائلات ونسبة 18.2% من السكان تحت خط الفقر، وكان من هؤلاء نسبة 28.8% تحت سن الثامنة عشر ونسبة 15.8% في الخامسة والستين من العمر وما فوق.

### تعداد عام 2010
بلغ عدد سكان أوب 6,659 نسمة بحسب تعداد عام 2010، وبلغ عدد الأسر 2,749 أسرة وعدد العائلات 1,823 عائلة مقيمة في المدينة. في حين سجلت الكثافة السكانية 104.6 نسمة لكل كيلومتر مربع (270.9/ميل2). وبلغ عدد الوحدات السكنية 3,162 وحدة بمتوسط كثافة قدره 49.6 لكل كيلومتر مربع (128.5/ميل2).
وتوزع التركيب العرقي للمدينة بنسبة 80.94% من البيض و16.67% من الأمريكيين الأفارقة و0.60% من الأمريكيين الأصليين و0.29% من الأمريكيين ذوي الأصول الآسيوية و0.26% من الأعراق الأخرى و1.25% من عرقين مختلطين أو أكثر و0.93% من الهسبانيون أو اللاتينيون من أي عرق.
بلغ عدد الأسر 2,749 أسرة كانت نسبة 31.3% منها لديها أطفال تحت سن الثامنة عشر تعيش معهم، وبلغت نسبة الأزواج القاطنين مع بعضهم البعض 45.8% من أصل المجموع الكلي للأسر، ونسبة 16% من الأسر كان لديها معيلات من الإناث دون وجود شريك، بينما كانت نسبة 4.5% من الأسر لديها معيلون من الذكور دون وجود شريكة وكانت نسبة 33.7% من غير العائلات. تألفت نسبة 30.2% من أصل جميع الأسر من عدة أفراد يعيشون في نفس المنزل ونسبة 15.4% كانت تتألف من شخص يعيش بمفرده يبلغ من العمر 65 عاماً أو أكثر. وبلغ متوسط حجم الأسرة المعيشية 2.36، أما متوسط حجم العائلات فبلغ 2.92.
بلغ العمر الوسطي للسكان 42.8 عاماً. وكانت نسبة 23.7% من القاطنين تحت سن الثامنة عشر، وكانت نسبة 7.1% بين الثامنة عشر والرابعة والعشرين عاماً، ونسبة 21.9% كانت واقعةً في الفئة العمرية ما بين الخامسة والعشرين والرابعة والأربعين عاماً، ونسبة 26.6% كانت ما بين الخامسة والأربعين والرابعة والستين، ونسبة 20.8% كانت ضمن فئة الخامسة والستين عاماً فما فوق. وتوزع التركيب الجنسي للسكان بنسبة 45.5% ذكور و54.5% إناث.

## أعلام
- مايك دوبوز
- جيمس لوغان
- تونيا واشنطن
- تيم جيسي
- لامار روجرز